# Kaisermühl
Kaisermühl ist ein Gemeindeteil der Gemeinde Müllrose südöstlich von Berlin im brandenburgischen Landkreis Oder-Spree in Deutschland.

## Geografie

### Gemeindegliederung
Kaisermühl ist seit 1962 ein Gemeindeteil von Müllrose und liegt östlich des Ortes sowie am ehemaligen Friedrich-Wilhelm-Graben. Im Ort fließt die Alte Schlaube.

## Geschichte

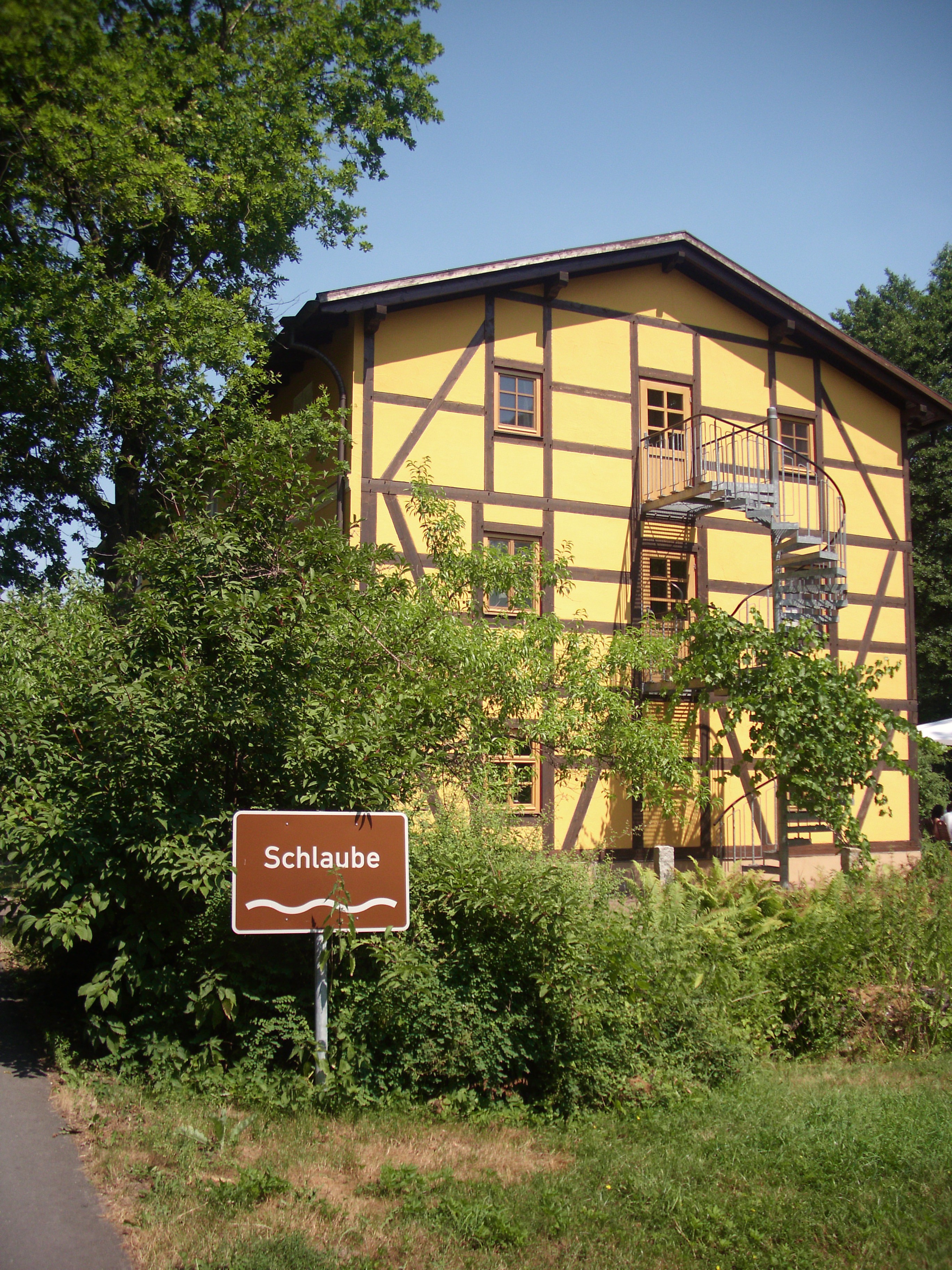
Hotel Kaisermühle

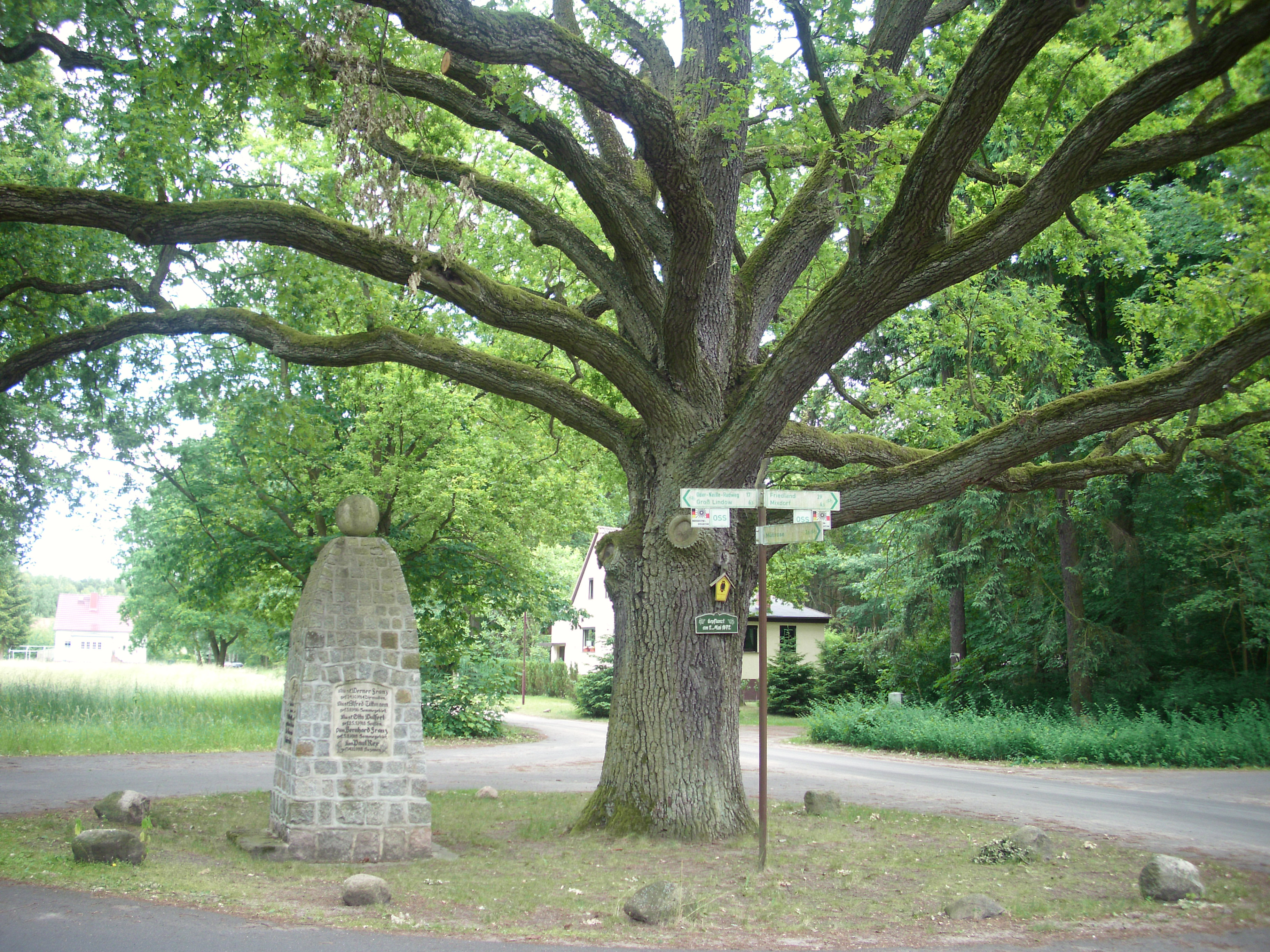
Eiche in Kaisermühl, gepflanzt 2. Mai 1872

Die Wassermühle bestand schon 1275. Der Name Kaisermühl führt jedoch zurück auf „Gore Keyser auf der Bretmühle zu Melrase“ 1495. Im 16. Jahrhundert wurde ein Kupferhammer errichtet, welcher jedoch nach kurzer Zeit aufgegeben wurde. Die Wassermühle bestand jedoch weiter, das heutige Hotel Kaisermühle entspricht in seiner Architektur und Gestaltung dem Aussehen der Mühle von 1680. Zu den sechs Einwohnern von 1707 wurden um 1720 Büdner angesiedelt. Die Mühle war 1745 mit zwei Mahl- und einem Schneidegang ausgestattet. Es gab inzwischen 13 Büdner und vier Jahre später war die Einwohnerzahl um das Zwanzigfache angewachsen. Im Jahre 1801 wurde das Kolonistenhaus erwähnt, es gab ein Forsthaus und einen Krug. Durch die günstige Lage am Kanal siedelten sich einige Handwerker und Schiffer an. 1854 hatte die Mühle nur noch einen Mahl- und einen Schneidegang.
Die Mühle, das Gut und der Ort hatten eine Größe von 310 Morgen und 90 Quadratruten. Sie unterstanden zu dieser Zeit dem Amt Biegen. Zum Ort gehörte seit 1864 auch eine Ziegelei. So wuchs die Einwohnerzahl stark an, 1931 wurden 37 Wohnhäuser mit 49 Haushaltungen erfasst.
Im August 1945 gab es erste Bestrebungen, den kleinen Ort einzugemeinden. Der Widerstand der Einwohner war derartig, dass man von dieser Idee 1949 absah. Als die Abteilung Kommunalpolitik des Landesverbandes der SED Brandenburg feststellte, dass der unliebsame Name Kaisermühl noch immer bestand, wurde der Gemeindeverwaltung unterbreitet, sich in Neu-Mühle umzubenennen. Diese ließ das Schreiben unbeantwortet und so verlief die Umbenennung „im Sande“. Damals lebten etwa 320 Einwohner in Kaisermühl, 2006 zählte man nur noch 57. Zu Kaisermühl gehörten neben Ernstwinkel im Jahre 1950 auch die Wohnplätze Am Bahnhof und Am Kanal. Die Eingemeindung erfolgte letztendlich doch im Jahre 1962. Die Enteignungen trafen 1946 auch die Kaisermühler, von den fast 170 Hektar Fläche, Äcker, Wiesen, aber vor allem Wald, gingen jedoch nur 26 Hektar an zwei Umsiedler und zwei Hektar an einen Altbesitzer, der Rest wurde den umliegenden Gemeinden zugeordnet.
Es besteht ein Friedhof im Ort.
Bis zum 30. Juni 1993 war die Postleitzahl O 1203, seit dem 1. Juli 1993 ist es die 15299.

## Infrastruktur und Tourismus

### Verkehr
Kaisermühl liegt südlich der Bundesautobahn 12, die von Frankfurt (Oder) nach Berlin verläuft, und ist über Müllrose zu erreichen. Außerdem ist der Ort über die Bundesstraßen 87 und 87n, Abfahrt Müllrose, sowie über den Kanal, der direkt an Kaisermühl vorbeiführt, erreichbar.

### Tourismus

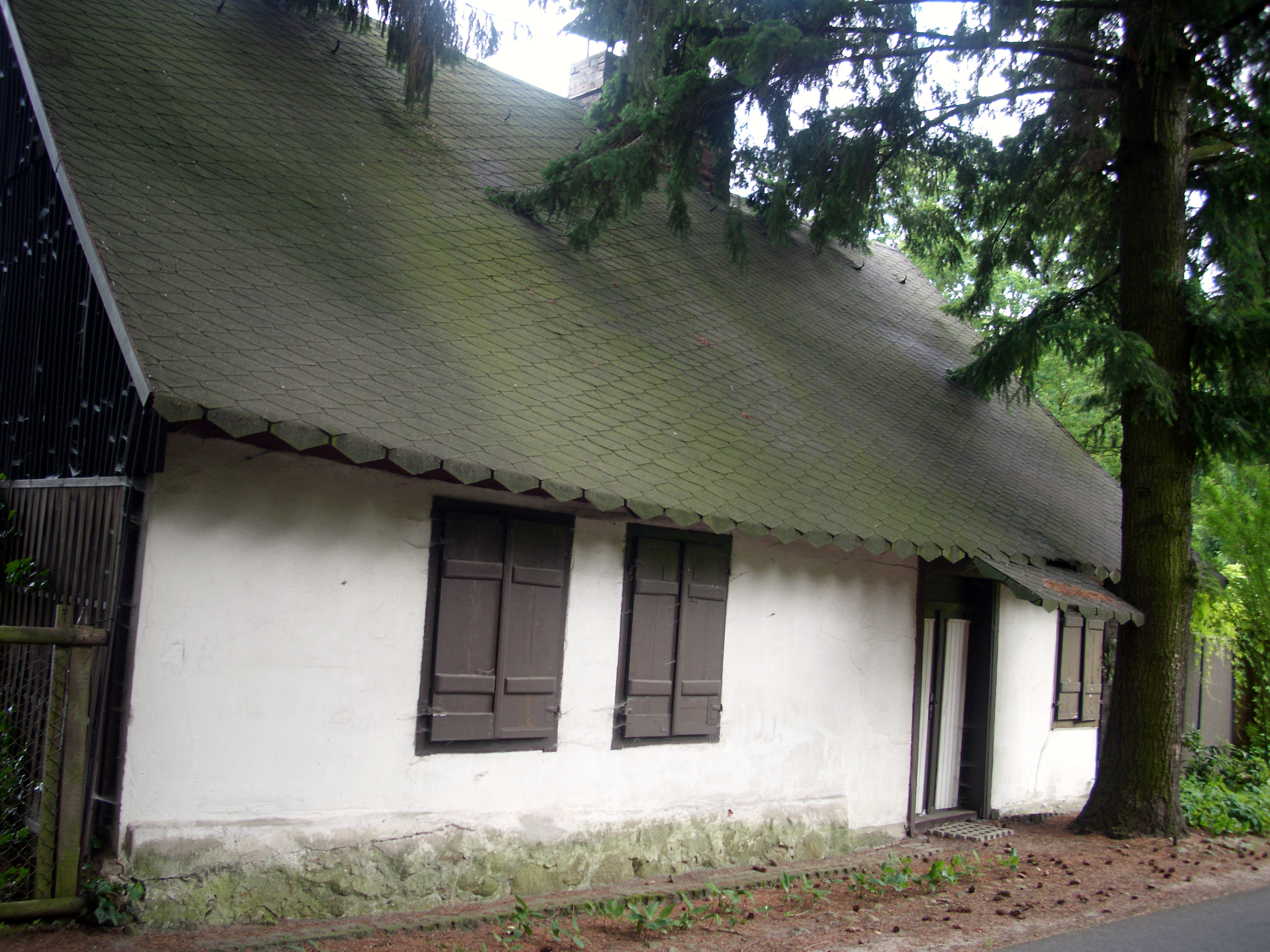
Denkmalgeschütztes Kolonistenhaus

Der Ort liegt im Wald und am Wasser, für Ausflüge in die Umgebung bestens geeignet. Im Hotel finden Musikliebhaber ein ganzjähriges Konzertprogramm. Ein denkmalgeschütztes Kolonistenhaus zeugt von der Ansiedlungszeit, und Naturliebhaber finden alte Eichen, welche bereits seit mehreren hundert Jahren wachsen.

### Bildung
Eine Grundschule und eine Oberschule befinden sich in Müllrose, weiterführende Schulen gibt es in Frankfurt (Oder).